# Muriane
Muriane (en grec antic Μουριανή) va ser un dels quatre districtes de Cataònia a la Capadòcia, a l'oest de la Laviniasene i al sud-oest de Melitene. Només l'esmenta Claudi Ptolemeu. No s'ha de confondre amb Morimene.